# Куф (буква еврейского алфавита)
Куф (ивр. קוּ"ף‎), также коф (ивр. קוֹ"ף‎) — девятнадцатая буква еврейского алфавита.
В древнееврейском языке она обозначала глухой увулярный взрывной эмфатический согласный звук [q], в современном иврите она, как правило, обозначает глухой велярный взрывной согласный звук [k], то есть её произношение стало неотличимым от произношения буквы каф (с дагешем).
Не принимая во внимание заимствования из иных языков, буква куф в словах на иврите всегда является буквой корня и не входит в состав префиксов или суффиксов, добавляемых к корню.
Буква еврейского алфавита куф развилась из буквы арамейского алфавита  (к̣оп), в свою очередь заимствованной из буквы финикийского алфавита  (к̣оф). Из арамейского алфавита были также заимствованы буква сирийского алфавита ܩ (коф) и буква арабского алфавита ق (к̣а̄ф). Исконное значение названия буквы остаётся спорным: помимо прочего, высказывается мнение, что это название означало «игольное ушко» (ивр. קוּף‎ куф) или «затылок».
В гематрии имеет значение 100.
У названия буквы в иврите два варианта произношения: «куф» или «коф» (как и у буквы йуд / йод). Гебраист Ицхак Авинери выдвигает следующие аргументы в поддержку предпочтительности вариантов «куф» и «йуд» по сравнению с вариантами «коф» и «йод», имевшими основное хождение среди сефардских евреев:
1. За исключением букв гимель и шин буквы еврейского алфавита группируются в соответствии с общей формой огласовки/флексии («мишкаль»): алеф-далет-ламед-самех, бет-хет-тет-реш и т. д., в то время как буквы йуд и куф обладают общей формой с буквой нун;
2. Вариант «йуд» и «куф» используется в поэме «Алеф-Бет» Хаима Нахмана Бялика, чья практика часто принимается за норму в современном иврите;
3. В соответствии с исследованиями гебраиста Исраэля Бурштейна (1949) происхождение варианта «йод» и «коф» основывается на вторичной по сути (являющейся греческим переводом еврейского источника) Септуагинте, в то время как первичность варианта «йуд» и «куф» подтверждается исследованием близкого к древнееврейскому пунического языка.

В соответствии с данными Проекта «Бен-Йехуда» по популяризации иврита и литературы на иврите наблюдается следующая частотность буквы куф среди иных букв еврейского алфавита, основанная на текстовой выборке из текстов различных периодов: с древних времён до 900 года н. э. — 1,99 %; с 900 года н. э. до 1700 года — 1,69 %; с 1700 по 1880 год — 1,66 %; с 1880 по 1948 год — 1,82 %; с 1948 года по наше время — 1,95 %; всего за весь период — 1,85 %.
В фонетическом алфавите на иврите буква куф передаётся словом «ко́рах» (ивр. קורח‎), в азбуке Морзе на иврите буква передаётся кодом (слева направо) − − · − (тире-тире-точка-тире), а в шрифте Брайля на иврите буква передаётся символом .